# Phyllachora lasiacis
Phyllachora lasiacis är en svampart som beskrevs av Syd. 1925. Phyllachora lasiacis ingår i släktet Phyllachora och familjen Phyllachoraceae.   Inga underarter finns listade i Catalogue of Life.